# Śliwowo-Łopienite (gromada)
Śliwowo-Łopienite (początkowo Śliwowo Łopienite, bez łącznika) – dawna gromada, czyli najmniejsza jednostka podziału terytorialnego Polskiej Rzeczypospolitej Ludowej w latach 1954–1972.
Gromady, z gromadzkimi radami narodowymi (GRN) jako organami władzy najniższego stopnia na wsi, funkcjonowały od reformy reorganizującej administrację wiejską przeprowadzonej jesienią 1954 do momentu ich zniesienia z dniem 1 stycznia 1973, tym samym wypierając organizację gminną w latach 1954–1972.
Gromadę Śliwowo Łopienite z siedzibą GRN w Śliwowie Łopienitem utworzono – jako jedną z 8759 gromad – w powiecie łomżyńskim w woj. białostockim, na mocy uchwały nr 18/V WRN w Białymstoku z dnia 4 października 1954. W skład jednostki weszły obszary dotychczasowych gromad Śliwowo Łopienite, Szlasy Łopienite, Szlasy Mieszki, Dobrochy, Czochanie, Świętki Wiercice, Duchny, Górskie, Modzele Górki i Olszewo Przyborowo ze zniesionej gminy Rutki w tymże powiecie. Dla gromady ustalono 12 członków gromadzkiej rady narodowej.
13 listopada 1954 roku gromada weszła w skład nowo utworzonego powiatu zambrowskiego.
1 stycznia 1958 roku gromadę Śliwowo-Łopienite zniesiono, włączając jej obszar do gromady Rutki.